# Редукція (біологія)
Біологічна реду́кція (від лат. reductio — повернення, відсунення назад) — зменшення, спрощення будови або й зовсім зникнення певних органів у зв'язку з втратою їх функцій в процесі еволюції.

## Причини
Втрата органами властивою їм функції часто відбувається в ході індивідуального (онтогенез) або історичного (філогенез) розвитку організмів. Зазвичай біологічна редукція веде до біологічного прогресу, тобто процвітання.

## Приклад
Представники родини хлорантових вирізняються сильною редукцією квіток: пелюстки, а іноді й чашолистки, у них відсутні, чоловічі квітки у деяких видів мають всього одну тичинку.